# 知母 (植物)
知母（學名：Anemarrhena asphodeloides）是天門冬目天門冬科植物（曾分類爲百合科、龍舌蘭科），是知母属的唯一物种。其乾燥根莖入藥，稱知母，又稱作肥知母、穿地龍、蚳母、蝭母 。分布於中國大陸的東北、華北。

## 分布
只生长在中国北方的山地、干燥丘陵或草原地带。是当地的特有种。

## 形态
本科植物是多年生草本，叶基生，线形，长20-70厘米，宽0.3-0.6厘米；单叶，无托叶；花大，2-6朵一簇散生花序轴上，花瓣6；果实为蒴果，根茎可入药。

## 分类
1981年的克朗奎斯特分类法将其列在百合科中，1998年根据基因亲缘关系分类的APG分类法认为应该单独分出一个科——知母科（Anemarrhenaceae Conran, M.W.Chase & Rudall, 1992），2003年经过修订的APG II分类法认为应该合并到龙舌兰科中，2009年APG III分类法又将龙舌兰科合并到天门冬科成为其亚科。

## 外部連結
[在维基数据编辑]
 《欽定古今圖書集成·博物彙編·草木典·知母部》，出自陈梦雷《古今圖書集成》
 《植物名實圖考·知母》，出自吳其濬《植物名實圖考》
- 知母 Zhimu （页面存档备份，存于） 藥用植物圖像數據庫 (香港浸會大學中醫藥學院) （中文）（英文）
- 知母 中藥材圖像數據庫  (香港浸會大學中醫藥學院) （中文）（英文）
- 知母 Zhi Mu （页面存档备份，存于） 中藥標本數據庫 (香港浸會大學中醫藥學院) （繁體中文）（英文）
- 菝葜皂苷元 Sarsasapogenin （页面存档备份，存于） 中草藥化學圖像數據庫 (香港浸會大學中醫藥學院) （中文）（英文）
- 知母皂苷A III Timosaponin A III （页面存档备份，存于） 中草藥化學圖像數據庫 (香港浸會大學中醫藥學院) （中文）（英文）
- 新芒果苷 Neomangiferin （页面存档备份，存于） 中草藥化學圖像數據庫 (香港浸會大學中醫藥學院) （中文）（英文）
- 知母皂苷G Timosaponin G （页面存档备份，存于） 中草藥化學圖像數據庫 (香港浸會大學中醫藥學院) （中文）（英文）
- 知母皂苷B Anemarsaponin B （页面存档备份，存于） 中草藥化學圖像數據庫 (香港浸會大學中醫藥學院) （中文）（英文）